# Guy-Michel Leproux
Pour les articles homonymes, voir Leproux.
Guy-Michel Leproux, né à Paris le 9 février 1961, est un bibliothécaire et historien français.
Il est spécialiste de l'histoire du vitrail.

## Biographie
Guy-Michel Leproux est élève de l'École des chartes où il obtient en 1984 le diplôme d'archiviste paléographe grâce à une thèse sur les peintres-verriers parisiens de la Renaissance. Il est successivement conservateur à la bibliothèque municipale du Mans, puis à la bibliothèque de l'Université de Nanterre, avant d'être nommé chargé de recherches au CNRS en 1990. 
Depuis 2009, il est directeur d'études à l'École pratique des hautes études (EPHE).

## Publications
- Recherches sur les peintres-verriers parisiens de la Renaissance, 1540-1620, Droz, 1988
- Vitraux parisiens de la Renaissance, 1993.  (ISBN 978-2905118462)
- Mélanges d'histoire de Paris à la mémoire de Michel Fleury, Maisonneuve & Larose, 1993.  (ISBN 978-2706818455)
- Les Comptes de l’Écurie du Roi Charles VI, vol. 1, Paris, 1995 (un recueil des historiens de la France publié par l'Académie des Inscriptions et Belles-Lettres, Documents financiers et administratifs, t. IX).
- La peinture à Paris sous le règne de François Ier, Presses de l’Université de Paris-Sorbonne, 2001.  (ISBN 978-2840502104)
- (collectif) Paris, Citadelles & Mazenod, 2007.  (ISBN 978-2850881558)
- (avec Élisabeth Pillet) Saint-Germain l’Auxerrois, Ardea, 2008
- (avec Françoise Gatouille), Les vitraux de la Renaissance à Chartres, Centre international du vitrail, 2010.  (ISBN 978-2840801948)
- (avec Marianne Grivel et Audrey Nassieu Maupas) Baptiste Pellerin et l'art parisien de la Renaissance, Presses universitaires de Rennes, 2014.  (ISBN 978-2753527287)